# Clemens Bellut
Clemens Bellut (* 1956 in Erkelenz bei Mönchengladbach) ist ein deutscher Philosoph und Buchhändler mit einer Spezialisierung auf die Theorie des Designs. Seine Buchhandlung artes liberales in der UNESCO City of Literature Heidelberg wurde 2015 mit dem Deutschen Buchhandlungspreis in der höchsten Kategorie „Beste Buchhandlung“ ausgezeichnet.

## Leben
Clemens Bellut wurde 1956 in Erkelenz bei Mönchengladbach geboren und studierte Philosophie und Germanistik in Bonn und Tübingen. Ein Promotionsprojekt zur „Frage nach dem Ursprung in der deutschen Romantik“ blieb unvollendet. Nach einigen Jahren in der freien Wirtschaft war er von 2006 bis 2012 Co-Leiter des Instituts Design2Context der Hochschule für Gestaltung und Kunst Zürich, gemeinsam mit Ruedi Baur and Vera Baur Kocko. Er ist Lehrbeauftragter am Fachbereich Bauen und Gestalten der Hochschule Kaiserslautern.

## Buchhandlungartes liberales
Mit seinem Umzug nach Heidelberg gründete Bellut 2013 die Buchhandlung artes liberales am Heidelberger Kornmarkt, mit einem ausgeprägten Schwerpunkt auf philosophischer Literatur. Für Konzept, Sortimentskuratierung und Innenraumgestaltung erhielt Bellut den – in diesem Jahr erstmals vergebenen – Deutschen Buchhandlungspreis 2015 in der höchsten Kategorie „Beste Buchhandlung“, der jährlich nur drei Mal vergeben wird. Der Preis wurde von der Kurt Wolff Stiftung und der Beauftragten der Bundesregierung für Kultur und Medien eingerichtet und wird jährlich an unabhängige Buchhandlungen mit hohem Anspruch vergeben. Bellut wurde in Folge noch zweimal für seinen Buchladen ausgezeichnet, und zwar in den Jahren 2016 und 2020 in der Kategorie „Hervorragende Buchhandlung in Baden-Württemberg“. Das Logo der Buchhandlung wurde von Ruedi Baur entworfen. Der Betrieb musste 2023 eingestellt werden.
Neben der Buchhandlung gründete Bellut 2013 ein Institut für ›para-universitäre‹ Studien unter dem Namen universitas, das von einer gemeinnützigen GmbH in der Ingrimstraße in Heidelberg getragen wurde. Die artes liberales – universitas wurde als Veranstaltungsraum für wissenschaftliche und insbesondere philosophische Diskussion sowie für Kunstausstellungen und Literaturlesungen genutzt. Zum fünfjährigen Gründungsjubiläum fand 2018 eine Gala von und mit Kunst- und Kulturschaffenden im Heidelberger Karlstorbahnhof statt, die durch ein Grußwort der Landesministerin für Wissenschaft, Forschung und Kunst Theresia Bauer eröffnet wurde.
Die Buchhandlung wird 2020 ausführlich in „Buchhandlungen. Eine Liebeserklärung“ von Horst A. Friedrich und Stuart Husband mit einem Vorwort von Nora Krug vorgestellt und steht so in einer Reihe mit City Lights in San Francisco, Persephone Books in London oder Shakespeare and Company in Paris.

## Werke
Bellut ist neben zahlreichen kleineren Schriften Herausgeber verschiedener Sammelbände zu anthropologischen und designtheoretischen Fragestellungen. Der Sammelband „Komplexität“, an dem Bellut beteiligt ist, wurde hierbei ins Englische übertragen und in beiden Sprachen in einer zweiten Auflage gedruckt.

## Persönliches
Bellut ist überzeugter Pfeifenraucher und Hutträger.